# Mega Man 6
Mega Man 6 (ook wel Rockman 6: The Biggest Battle in History!) is een computerspel dat werd ontwikkeld en uitgegeven door Capcom. Het spel werd uitgebracht in 1993.

## Plot
Er wordt een robotwedstrijd gesponsord door Mr. X. Vele ontwerpers sturen hun beste exemplaren erheen. Mr. X besluit plotseling acht robots voor zichzelf te houden en hiermee de wereld te veroveren. Mega Man moet hier een stokje voor steken.

## Platforms
| Jaar | Platform                |
| ---- | ----------------------- |
| 1993 | NES                     |
| 1999 | PlayStation             |
| 2007 | Mobiele telefoon (Doja) |
| 2012 | Virtual Console (3DS)   |
| 2014 | Virtual Console (Wii U) |

## Ontvangst
| Beoordeeld door                 | Jaar | Platform | Score |
| ------------------------------- | ---- | -------- | ----- |
| GamePro (US)                    | 1993 | NES      | 90%   |
| Game Players                    | 1994 | NES      | 88%   |
| The Video Game Critic           | 2013 | NES      | 83%   |
| neXGam                          | 2002 | NES      | 80%   |
| GamingXP                        | 2014 | Wii U    | 76%   |
| Random Access                   | 2005 | NES      | 74%   |
| Game Freaks 365                 | 2006 | NES      | 70%   |
| WiiDSFrance                     | 2014 | Wii U    | 70%   |
| GameCola.net                    | 2009 | NES      | 68%   |
| Electronic Gaming Monthly (EGM) | 1994 | NES      | 68%   |

## Trivia
- Dit is het enige Mega Man spel voor de NES dat niet in Europa uitkwam.
- Mega Man 6 is het enige spel in de serie dat exclusief werd uitgegeven door Nintendo.